# Catedral de San José (Puerto Cabello)
La Catedral de San José o Catedral de Puerto Cabello es el nombre que recibe un edificio religioso que pertenece a la Iglesia católica y se encuentra ubicado en la localidad de Puerto Cabello al norte del Estado Carabobo, en la región central del país sudamericano de Venezuela.
El templo sigue el rito romano o latino y es de la sede de la Diócesis de Puerto Cabello (Dioecesis Portus Cabellensis)  creada el 5 de julio de 1994 mediante la bula Sollicitus de spirituali del Papa Juan Pablo II. Esta bajo el cuidado pastoral del obispo Saúl Figueroa Albornoz.
Su historia se remonta a 1851 cuando el congreso nacional otorgó unos terrenos para su construcción que concluyó en 1852. Posteriormente sufrió numerosas modificaciones e incluso llegó a ser usada temporalmente como prisión en la Guerra Libertadora.